# Phoca
Phoca là một chi động vật có vú trong họ Hải cẩu thật sự, bộ Ăn thịt. Chi này được Linnaeus miêu tả năm 1758. Loài điển hình của chi này là Phoca vitulina Linnaeus, 1758, by tautonomy.

## Hình ảnh

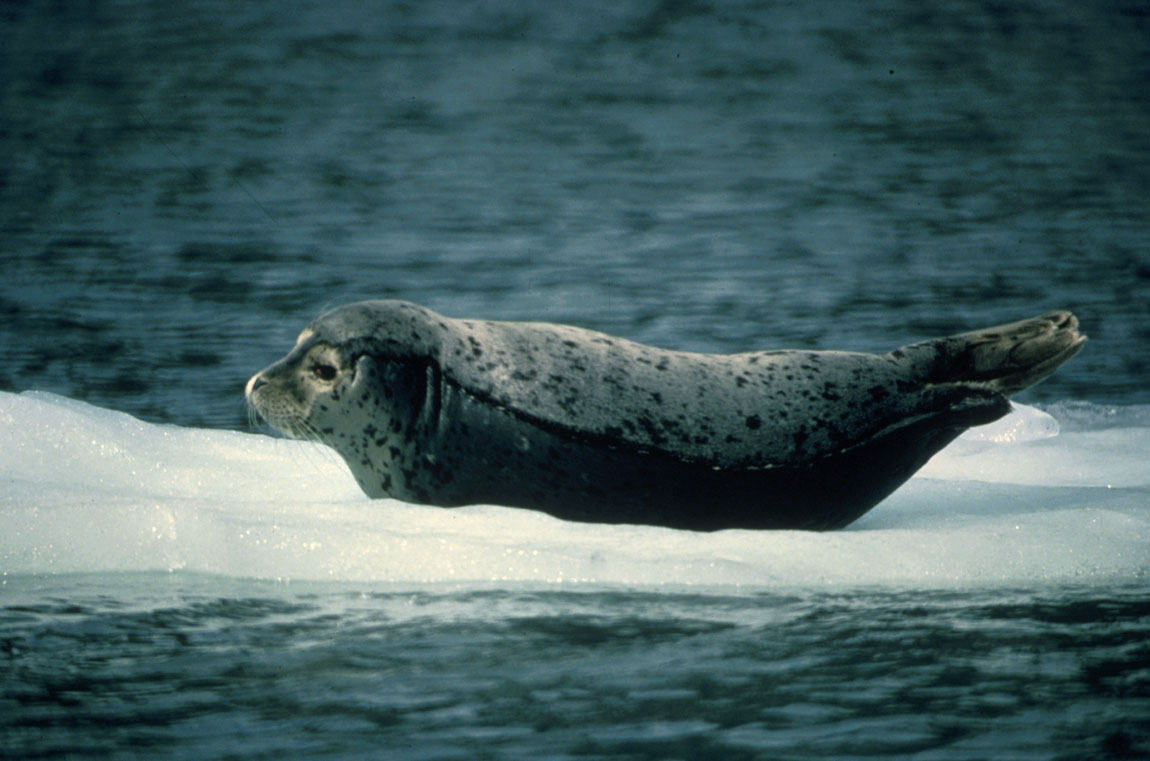
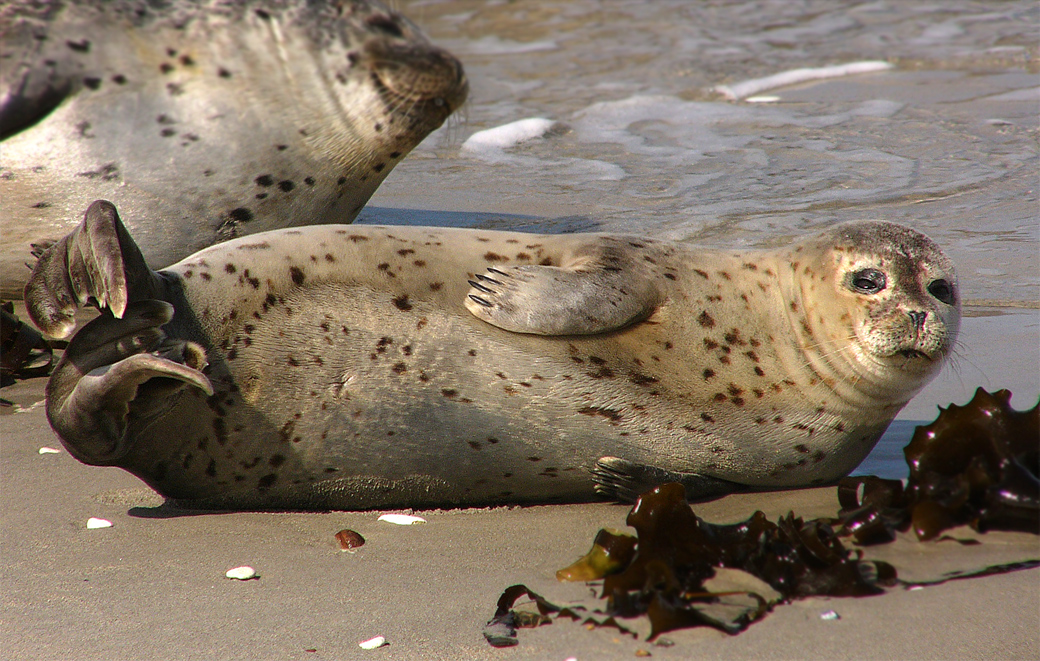
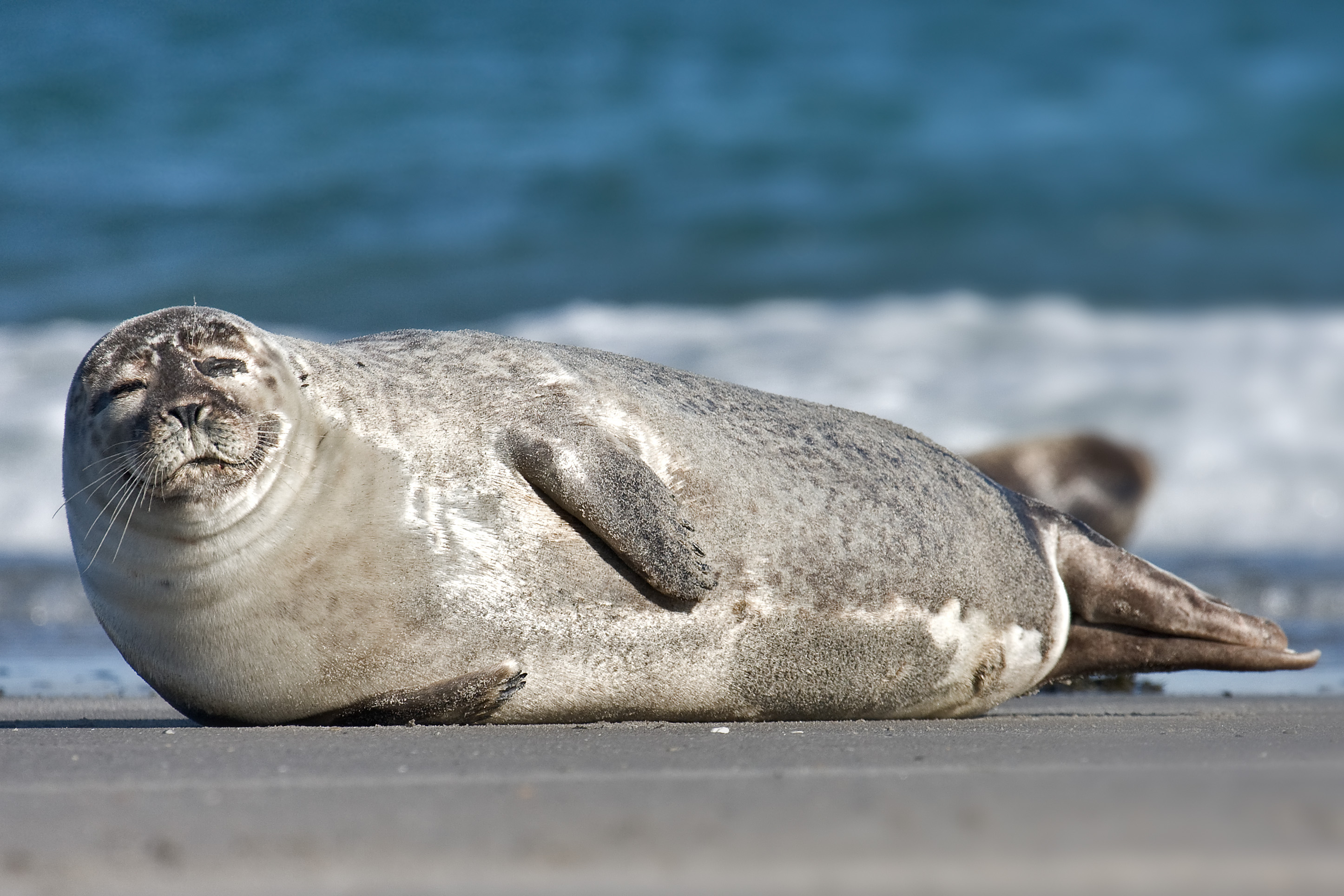
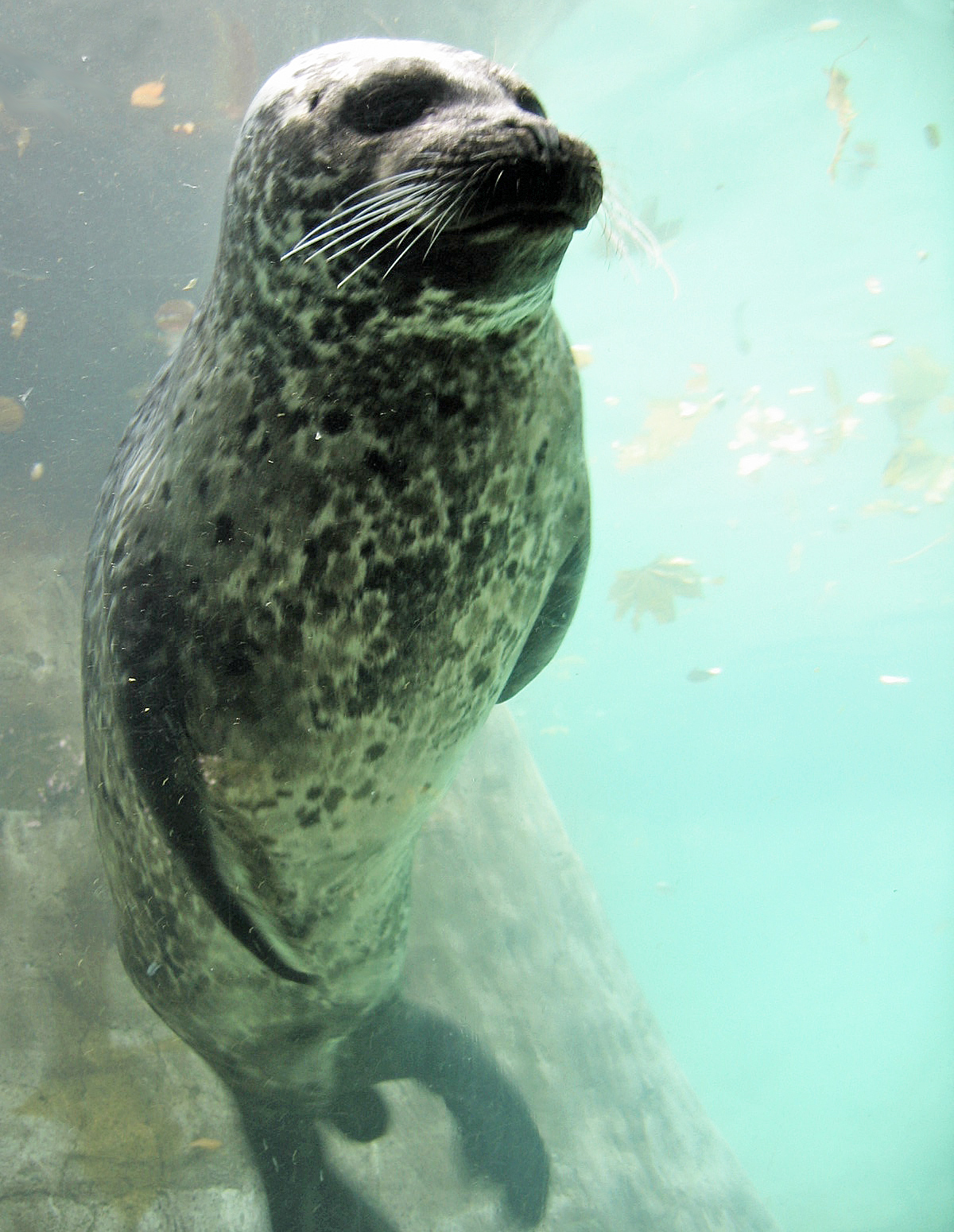

## Các loài
Chi này gồm các loài:
- P. bessarabica†
- P. moori†
- P. novorossica†
- P. viennensis†
- P. largha
- P. vitulina